# Кларк, Эдмунд Мельсон
Эдмунд Мельсон Кларк младший (англ. Edmund Melson Clarke, Jr., 27 июля 1945, США — 22 декабря 2020) — американский учёный в области теории вычислительных систем, лауреат премии Тьюринга. В последнее время являлся профессором информатики в университете Карнеги — Меллон.

## Биография
Кларк получил степень бакалавра по математике в университете Вирджинии в 1967, а магистра по математике в университете Дьюка в 1968 году. Титул доктора философии по информатике Кларк приобрёл в Корнеллском университете в 1976 году, после чего преподавал в Университет Дьюка на протяжении двух лет. Затем переехал в Гарвард, где работал до 1982 года. С тех пор Кларк является сотрудником университета Карнеги — Меллон, имея полную профессуру с 1989 года.
Эд Кларк является членом профессиональных организаций ACM, IEEE и Национальной академии инженерного дела при Национальной академии наук США, а также обществ Sigma Xi и Phi Beta Kappa Society.
В конце февраля 2009 года Кларк занимал 28 место в списке самых цитируемых авторов в проекте CiteSeer.

## Книги
- Кларк, Э., Грумберг, О., Пелед, Д. А. Model Checking. — MIT Press, 1999. — P. 330. — ISBN 978-0-262-03270-4.

## Награды
- 1995 — Technical Excellence Award (Semiconductor Research Corporation)[7]
- 1998 — Paris Kanellakis Award (ACM)[8]
- 1999 — Allen Newell Award (факультет информатики университета Карнеги — Меллон)[9]
- 2004 — Мемориальная премия Гарри Гуда[10]
- 2007 — Премия Тьюринга вместе с Эмерсоном и Сифакисом за их роль в развитии проверки моделей — высоко эффективную технику верификации программ, широко применяемую при разработке как программного так и аппаратного обеспечения[11][12]
- 2008 — CADE Herbrand Award[13]
- 2014 — Премия Бауэра